# Пикини (Рим)
Пикини је насеље у Италији у округу Рим, региону Лацио.
Према процени из 2011. у насељу је живело 780 становника. Насеље се налази на надморској висини од 117 м.